# Reserva de recursos manejados San Rafael
La Reserva de recursos manejados San Rafael es uno de los resguardos ambientales con el que cuenta Paraguay. Está ubicado ubicada al norte del departamento de Itapúa y al sur de Caazapá, aproximadamente a 450 km de Asunción. Pasando por los distritos de Tavaí, San Juan Nepomuceno y Yuty del departamento de Caazapá y por San Rafael del Paraná, Tomás Romero Pereira, Edelira, Itapúa Poty, Alto Verá y San Pedro del Paraná del departamento de Itapúa. 
En 1992 fue designado parque nacional; y en marzo de 2002 rebajada a la categoría de reserva de recurso manejados abarca 73.000 ha y forma parte de una de las 15 ecorregiones del Bosque Atlántico del Alto Paraná.
Esta reserva está habitada por familias de la nación guaraní de la etnia Mbya, se dedican a la caza, pesca y recolección, entre los cultivos se encuentra principalmente maíz, mandioca, lenteja, poroto, y batata.
Esta información mencionada por Procosara no es real, la supuesta reserva está formada realmente en su mayor extensión por propiedades privadas, algunas comunidades indígenas y por la ONG Guyra Paraguay con 7500 hectáreas. Las principales actividades son la ganadería y agricultura.
La Reserva nunca se consolidó como tal porque después de 30 años sigue siendo propiedad privada.

## Ríos y Arroyos
En la Cordillera de San Rafael nacen los ríos Tebicuary y Pirapó que riega las mayores áreas de producción de la zona. En el área existen ríos, arroyos, saltos y nacientes de agua, así como esteros.
Importantes cursos hídricos desembocan en los ríos Paraguay y Paraná, el río Tebicuary es el más importante tributario en la margen izquierda del río Paraguay, nace en el sistema orográfico de las Cordilleras de Yvyturuzú, Caaguazú, San Rafael, su longitud principal es de 654 km. En esta zona en los años 2005-2006 un incendio forestal afectó a 1.850 ha.

## Flora y fauna
Se han identificado 52 especies de peces, 4 de reptiles, 11 de anfibios, 100000 de mamíferos y 500 de invertebrados.
Está distinguida como la primera “área de importancia para las aves”, pues se han identificado unos 392 especies tales como el pájaro Campana, (ave nacional de Paraguay), Chopí Saiyú. Es también el único sitio del país donde se registró el águila morena o harpía, maracaná, papagayo rojo y azul, yacutinga (especie de pava silvestre), tucán amarillo y el carpintero dorado por mencionar algunas de estas aves.
Entre los mamíferos que habitan esta zona está el puma: especie amenazada, también podemos mencionar el tapir y el jagua yvyguy el único cánino sudamericano que caza en jaurías.
En el Parque se hallan 322 especies de plantas, esto es igual a 4,6% de la flora paraguaya y 7,2% de la Región Oriental. Hay gran variedad entre ella citamos lapacho (árbol nacional), cedro, laurel, incienso y guajaivi.